# 多治見市文化財保護センター
多治見市文化財保護センター（たじみしぶんかざいほごセンター）は岐阜県多治見市の公共施設（博物館・埋蔵文化財センター）。

## 概要
- 地方教育行政の組織及び運営に関する法律に基づき、文化財の保存、活用、調査研究を行うことを目的とした施設である。1992年（平成4年）7月1日開館[1]。
- 文化財（埋蔵文化財・指定文化財）の保護及び調査研究、資料の収集が主な事業である。また、文化財保護の普及啓発のために、文化財保護センター内の展示室にて企画展示会を開催している。
- 収蔵物は民俗（明治から昭和の生活道具）、陶磁器などがある。また、出土品としては縄文土器、山茶碗、天目茶碗、美濃焼（志野・織部など）がある。

## 主な刊行物
- 自然と人の文化（多治見市文化財保護センターだより）
- 研究紀要
- 発掘調査報告書
- 多治見の文化財
- 多治見の植物

## 利用案内
- 住所：岐阜県多治見市旭ヶ丘10丁目6-26
- 営業時間：10:00 - 17:00
- 休館日：土日曜日、祝日、年末年始（12月27日 - 1月4日）
- 利用料金：無料

## 交通アクセス

### 公共交通機関
- JR太多線根本駅下車、徒歩約40分
- 東鉄バス「美濃焼団地前」バス停より徒歩約8分
  - 多治見駅北口より桜ヶ丘ハイツ線「皐ヶ丘9丁目」「桂ヶ丘1丁目」行き、緑ヶ丘線「可児駅前」行き

## 周辺施設
- 多治見市立北陵中学校
- 多治見市立北栄小学校
- 多治見美濃焼卸センター
- 旭ケ丘公園